# Parlamentswahl in Slowenien 2011
- SD: 10
- LZJ-PS: 28
- Sonst.: 2
- DeSUS: 6
- LGV: 8
- NSi: 4
- SLS: 6
- SDS: 26

Die vorgezogene Parlamentswahl in Slowenien 2011 fand am 4. Dezember 2011 statt. Bei der Wahl wurden die Abgeordneten der Staatsversammlung neu bestimmt. 1,7 Millionen Wahlberechtigte konnten über 88 der 90 Sitze im Parlament entscheiden. Zwei Sitze waren für Vertreter der ungarischen und italienischen Minderheit reserviert.
Es waren die ersten vorgezogenen Neuwahlen in der Geschichte des Landes seit der Unabhängigkeit 1991.

## Vorgeschichte
Der vorzeitigen Auflösung des Parlaments waren monatelange Unstimmigkeiten bei den Koalitionspartnern und mehrere Rücktritte von Kabinettsmitgliedern vorausgegangen. Die Opposition warf der Regierung Korruption und Misswirtschaft vor. Dies gipfelte schließlich darin, dass der Mitte-links-Regierung von Ministerpräsident Borut Pahor am 20. September 2011 das Misstrauen ausgesprochen wurde.
Am 29. September 2011 setzte dann Staatspräsident Danilo Türk eine vorgezogene Neuwahl für den 4. Dezember 2011 an. Das Parlament solle bis zum 21. Oktober 2011 aufgelöst werden, teilte Türk mit.

## Wahlsystem
Die Staatsversammlung wurde nach dem Verhältniswahlverfahren gewählt. Es gab eine Sperrklausel von 4 %. Die Legislaturperiode beträgt 4 Jahre.

## Wahlergebnis
Die Wahl endete mit einem überraschenden Ergebnis: Die erst vor kurzem gegründete Partei Positives Slowenien durch den ehemaligen Bürgermeister Zoran Janković konnte mit 28,51 % die meisten Stimmen auf sich vereinigen und wurde damit stärkste Partei. Die großen Parteien, allen voran die Sozialdemokraten (SD), wurden abgestraft. Die Partei Neues Slowenien (NSi) schaffte es wieder ins Parlament. Sie war bei der vergangenen Wahl aus dem Parlament ausgeschieden, weil sie nicht mehr die erforderlichen 4 % der Stimmen erreichen konnte.
| Partei                           | Partei                                                   | Stimmen   | Stimmen | Stimmen | Sitze  | Sitze |
| Partei                           | Partei                                                   | Anzahl    | %       | +/−     | Anzahl | +/−   |
| -------------------------------- | -------------------------------------------------------- | --------- | ------- | ------- | ------ | ----- |
|                                  | Liste Zoran Janković – Positives Slowenien (LZJ-PS)      | 314.273   | 28,51   | Neu     | 28     | Neu   |
|                                  | Slowenische Demokratische Partei (SDS)                   | 288.719   | 26,19   | −3,07   | 26     | −2    |
|                                  | Sozialdemokraten (SD)                                    | 115.952   | 10,52   | −19,93  | 10     | −19   |
|                                  | Bürgerliste Gregor Virant (LGV)                          | 92.282    | 8,37    | Neu     | 8      | Neu   |
|                                  | Demokratische Pensionistenpartei Sloweniens (DeSUS)      | 76.853    | 6,97    | −0,48   | 6      | −1    |
|                                  | Slowenische Volkspartei (SLS)                            | 75.311    | 6,83    | +1,62   | 6      | +1    |
|                                  | Neues Slowenien (NSi)                                    | 53.758    | 4,88    | +1,48   | 4      | +4    |
|                                  | Slowenische Nationale Partei (SNS)                       | 19.786    | 1,80    | −3,60   | 0      | −5    |
|                                  | Liberaldemokratie Sloweniens (LDS)                       | 16.268    | 1,48    | −3,73   | 0      | −5    |
|                                  | Partei für eine nachhaltige Entwicklung Sloweniens (TRS) | 13.477    | 1,22    | Neu     | 0      | Neu   |
|                                  | Partei der Jugend – Europäische Grüne (SMS-Zeleni)       | 9.532     | 0,86    | —       | 0      | —     |
|                                  | Tatsächlich – sozialliberal (Zares)                      | 7.218     | 0,65    | −8,72   | 0      | −9    |
|                                  | Demokratische Arbeiterpartei (DSD)                       | 7.118     | 0,65    | Neu     | 0      | Neu   |
|                                  | Grüne Sloweniens (ZS)                                    | 4.000     | 0,36    | −0,15   | 0      | ±0    |
|                                  | Bewegung für Slowenien (GzS)                             | 3.339     | 0,30    | Neu     | 0      | Neu   |
|                                  | Partei der Chancengleichheit von Slowenien (SEM–Si)      | 1.787     | 0,16    | Neu     | 0      | Neu   |
|                                  | Vorwärts Slowenien (NPR)                                 | 1.100     | 0,10    | +0,05   | 0      | ±0    |
|                                  | Partei der slowenischen Bürger (SSN)                     | 976       | 0,09    | −0,16   | 0      | ±0    |
|                                  | Partei des humanen Slowenien (SHS)                       | 295       | 0,03    | Neu     | 0      | Neu   |
|                                  | Akazie                                                   | 212       | 0,02    | —       | 0      | —     |
|                                  | Minderheiten                                             | —         | —       | —       | 2      | —     |
| Gesamt                           | Gesamt                                                   | 1.102.256 | 100,00  |         | 90     |       |
| Gültige Stimmen                  | Gültige Stimmen                                          | 1.102.256 | 98,28   | +0,03   |        |       |
| Ungültige Stimmen                | Ungültige Stimmen                                        | 19.317    | 1,72    | −0,03   |        |       |
| Wahlbeteiligung                  | Wahlbeteiligung                                          | 1.121.573 | 65,60   | +2,50   |        |       |
| Nichtwähler                      | Nichtwähler                                              | 588.119   | 34,40   | −2,50   |        |       |
| Wahlberechtigte                  | Wahlberechtigte                                          | 1.709.692 |         |         |        |       |
| Quelle: Nationale Wahlkommission |                                                          |           |         |         |        |       |

## Regierungswechsel im Februar / März 2013
Am 27. Februar 2013 sprach das slowenische Parlament dem damaligen Ministerpräsidenten Janez Janša das Misstrauen aus und wählte Alenka Bratušek (bis dahin Oppositionsführerin) zur neuen Ministerpräsidentin. 
Sie bildete eine neue Regierung; diese wurde am 20. März 2013 vom Parlament bestätigt.
Eine staatliche Antikorruptionsbehörde hatte Janša zuvor vorgeworfen, er habe ein Vermögen von 210.000 Euro nicht dem Parlament gemeldet.